# Chlorobis(éthylène)rhodium dimérique
Le chlorobis(éthylène)rhodium dimérique est un composé chimique de formule [(η2-C2H4)2Rh(µ-Cl)]2, souvent écrite simplement Rh2Cl2(C2H4)4. Il s'agit d'un solide rouge orangé soluble dans les solvants organiques apolaires. Ce complexe de rhodium(I) est un dimère formé de deux centres métalliques Rh+ liés chacun à deux ligands éthylène C2H4 par des liaisons haptiques et à un ligand chlorure Cl− pontant. Les ligands éthylène sont labiles et peuvent être déplacés facilement même par d'autres alcènes. Cette substance est un précurseur vers de nombreux catalyseurs homogènes,.
On peut obtenir le Rh2Cl2(C2H4)4 en traitant une solution méthanolique de chlorure de rhodium(III) trihydraté RhCl3·3H2O avec de l'éthylène C2H4 à température ambiante, réaction pendant laquelle Rh(III) est réduit en Rh(I) par l'oxydation de l'éthylène en acétaldéhyde CH3CHO :
2 RhCl3·3H2O + 6 C2H4 ⟶ Rh2Cl2(C2H4)4 + 2 CH3CHO + 4 HCl + 4 H2O.
La labilité de ses ligands fait que le chlorobis(éthylène)rhodium dimérique ne peut être traité par recristallisation. Il réagit lentement avec l'eau pour donner de l'acétaldéhyde, et avec le chlorure d'hydrogène pour donner l'anion [RhCl2(C2H4)2]−. Il catalyse la dimérisation de l'éthylène CH2=CH2 en butène-1 CH2=CHCH2CH3.
Sa carbonylation donne le chlorure de rhodium carbonyle Rh2Cl2(CO)4. Le traitement avec l'acétylacétone CH3COCH2COCH3 et l'hydroxyde de potassium KOH en solution aqueuse donne l'acétylacétonate Rh(O2C5H7)(C2H4)2.